# Голубая сталь
«Голубая сталь» (также «Воронёная сталь», англ. Blue Steel) — художественный фильм 1990 года. Приз МКФ.

## Сюжет
Меган, женщина-полицейский, во время ночного дежурства застрелила вооружённого грабителя в маленьком магазине. Казалось бы, всё ничего, но прибывшие на помощь другие полицейские не находят орудия преступления на месте, и Меган грозят большие неприятности. Но вот в городе происходит череда убийств — какой-то человек ходит по городу и расстреливает людей из пистолета, похожего на тот, который был у убитого грабителя. Меган подозревает, что это был один из посетителей магазина, подобравший пистолет в суматохе.

## В ролях
- Джейми Ли Кёртис — Меган Тёрнер
- Рон Сильвер — Юджин Хант
- Клэнси Браун — Ник Манн
- Луиза Флетчер — Ширли Тёрнер
- Филип Боско — Фрэнк Тёрнер
- Ричард Дженкинс — адвокат Мэл Доусон
- Элизабет Пенья — Трэйси
- Кевин Данн — помощник Стэнли Хойт
- Том Сайзмор — грабитель